# ماساهيدي هيراوكا
ماساهيدي هيراوكا (باليابانية: 平岡 将豪) (12 مايو 1995 في فوكوكا في اليابان – )؛ هو لاعب كرة قدم ياباني سابق كان يلعب كمهاجم.

## وصلات خارجية
- ماساهيدي هيراوكا على موقع رابطة كرة القدم اليابانية للمحترفين (اليابانية)
- ماساهيدي هيراوكا على موقع قاعدة بيانات كرة القدم.إي يو (الإنجليزية)
- ماساهيدي هيراوكا على موقع Soccerway.com (الإنجليزية)